# Ardenne condrusienne

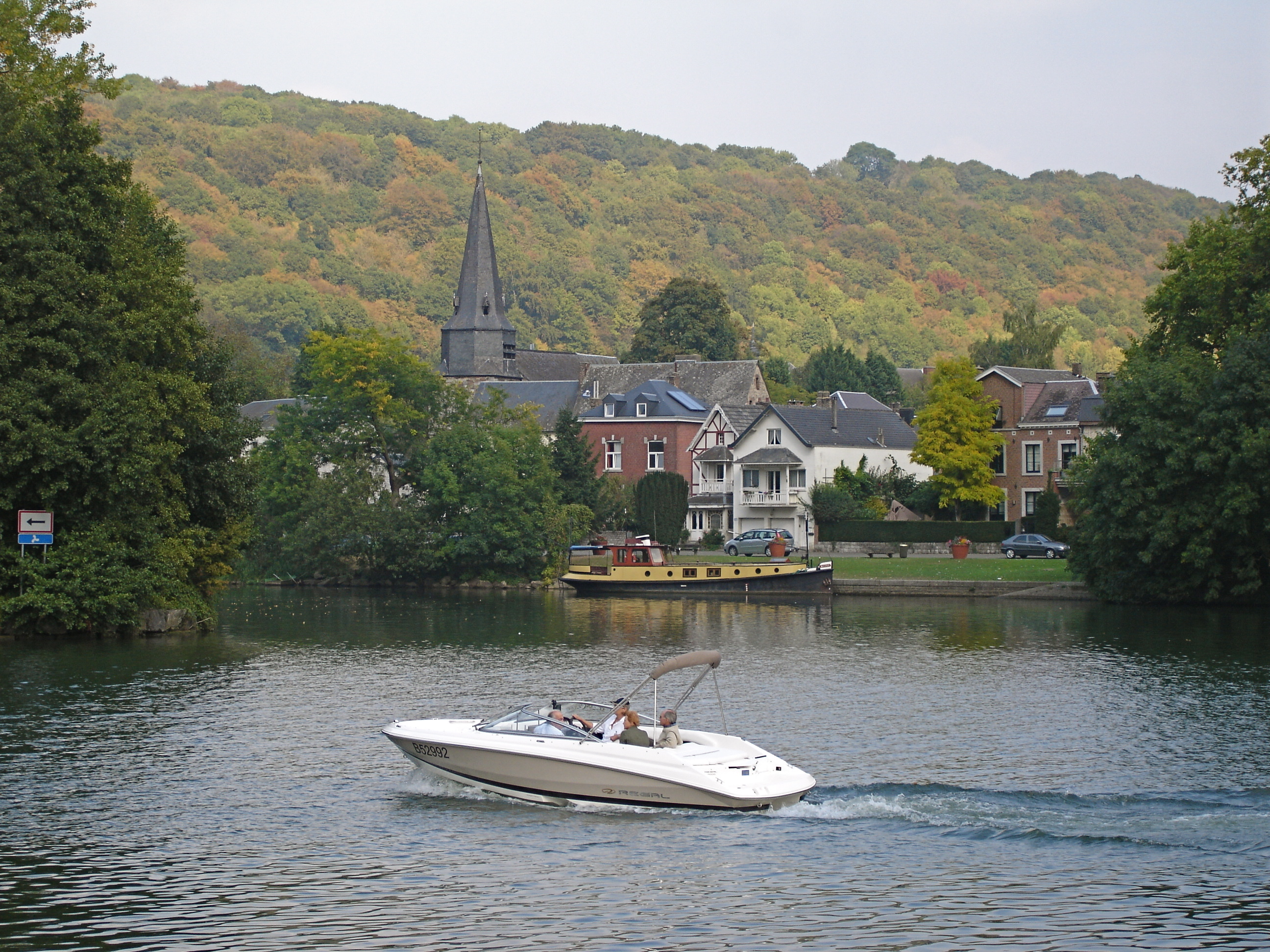
La Meuse franchissant l'Ardenne condrusienne à Dave

 (octobre 2015).
Si vous disposez d'ouvrages ou d'articles de référence ou si vous connaissez des sites web de qualité traitant du thème abordé ici, merci de compléter l'article en donnant les références utiles à sa vérifiabilité et en les liant à la section « Notes et références ».
L'Ardenne condrusienne appelée aussi Condroz ardennais est une sous-région naturelle du Condroz. Elle se situe en Province de Hainaut (Marlagne), de Namur et de Liège dans la Région wallonne en Belgique.

## Limites

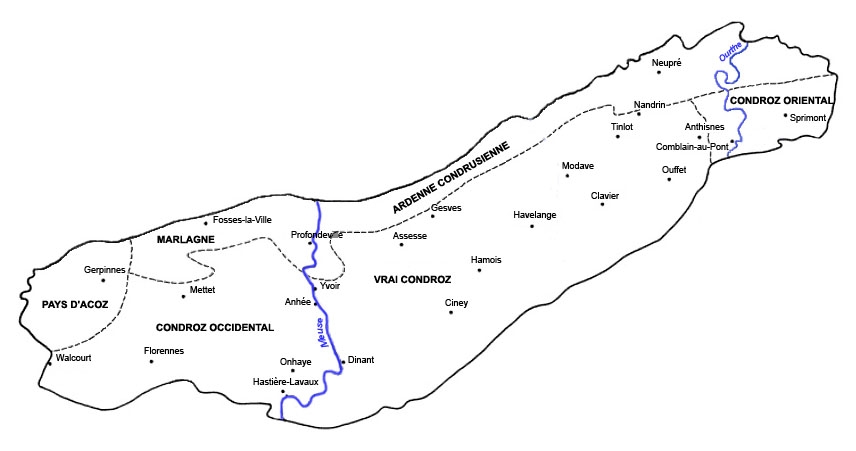
Découpage subrégional de la région condrusienne.

L'Ardenne condrusienne s'étend d'ouest vers l'est depuis la vallée de l'Eau d'Heure près de Montigny-le-Tilleul jusqu'à la vallée de la Vesdre près de Chaudfontaine sur une centaine de kilomètres. La largeur de cette longue bande varie entre 4 et 12 kilomètres.
La limite nord de cette région géologique est la vallée de la Sambre puis celle de la Meuse après son confluent avec la Sambre (sillon Sambre et Meuse) tandis qu'au sud, c'est le plateau condrusien  qui délimite cette zone naturelle.
La partie à l'ouest de la vallée de la Meuse porte souvent le nom de Marlagne. L'ensemble de cette région (Ardenne condrusienne et Marlagne) couvre environ 600 km2.

## Topographie et hydrographie
Cette région est en réalité le contrefort nord du plateau du Condroz dont l'altitude moyenne se trouve à 250 m. d'altitude alors que la Sambre puis la Meuse coulent à une altitude de 110 à 60 m.d'altitude.
L'Ardenne condrusienne est traversée par l'Eau d'Heure, la Biesme, la Meuse, le Samson, le ruisseau d'Andenne, la Solières, le Hoyoux, le ruisseau du Fond d'Oxhe, l'Ourthe et la Vesdre ainsi que par de nombreux petits ruisseaux aux cours rapides et aux vallées encaissées et s'orientant vers le nord pour rejoindre soit la Sambre soit la Meuse. 
Un bel exemple de la traversée de cette étroite zone boisée qu'est l'Ardenne condrusienne se trouve entre les communes d'Éhein-Bas (Engis) en bord de Meuse et de Neuville-en-Condroz sur le plateau condrusien. Il s'agit de la côte des "36 tournants" sur la N 639.
Plus bel exemple encore, au départ du village d'Ombret vers Yernée et d'Ombret vers Les Gottes . Petites routes romantiques utilisées occasionnellement pour les courses cyclistes (Tour de France ou Flèche Wallonne ) et automobile (le rallye du Condroz).
Hermalle-sous-Huy propose aussi une balade pédestre caractéristique de cette région : « La région d'Hermalle-sous-Huy, de par la variété des terrains que son sous-sol recèle et la complexité des structures géologiques que l'on y observe, constitue, pour le géologue, l'une des régions les plus attachantes de notre pays. » - Michel Vanguestaine, Chef de travaux au service de Paléontologie végétale de l'ULg, in G. Weyenbergh et Ph. Destinay (Éducation-environnement asbl),Guide pour une promenade à Hermalle-sous-Huy (Engis), Foyer culturel d'Hermalle-sous-Huy (Engis), [après 1981]. Cette promenade est décrite et illustrée sur le site web du syndicat d'initiative local.

## Géologie et lithologie

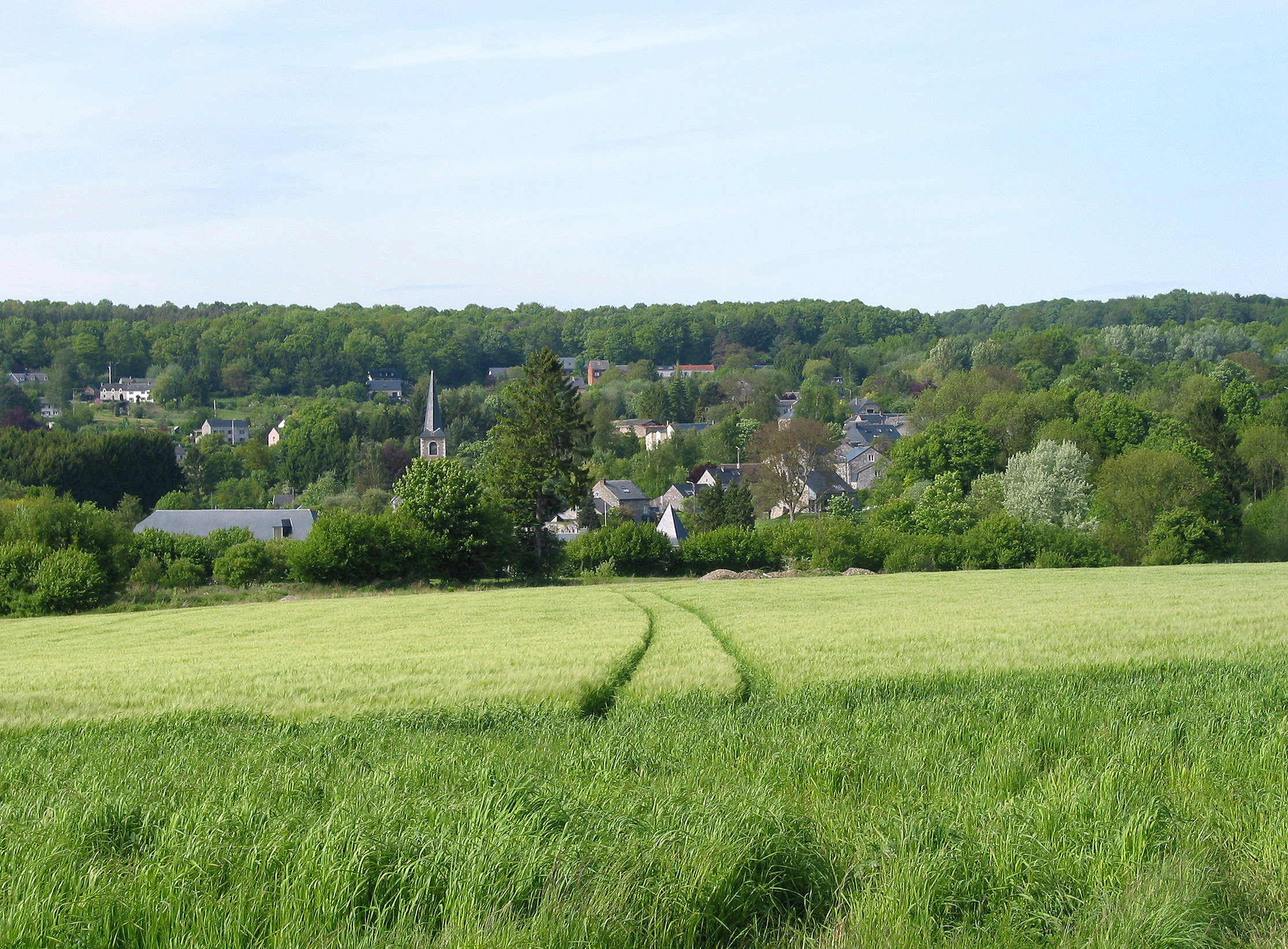
Mozet

Bien que faisant partie du Condroz, cette sous-région géologique est formée d'un autre sous-sol que le plateau condrusien constitué de grès et de calcaire. En effet, l'Ardenne condrusienne est principalement formée de quartzites et de phyllades comme l'Ardenne. D'où son nom d'Ardenne condrusienne. Comme l'Ardenne, cette région a donc été formée lors du dévonien inférieur. Son sol assez pauvre, pentu et orienté vers le nord ne permet pas à l'agriculture de se développer comme dans les régions voisines du Condroz et de Hesbaye.
Les villages se sont souvent établis soit le long des rives de la Meuse ou de la Sambre ou sur le plateau condrusien mais rarement au sein de la région elle-même. L'attrayante petite ville de Fosses-la-Ville et le préhistosite de Ramioul se situent en Ardenne condrusienne. Celle-ci coupe aussi la commune de Gesves au niveau du "Bois de Gesves" et du hameau de Hautbois, soit au sud des localités d'Haltine, de Faux-les-Tombes et de Mozet.
Présence de gisements de " Poudingue " et du " pas du cheval Bayard " à Ombret .

## Faune et flore
De toutes les régions naturelles de Belgique, l'Ardenne condrusienne est certainement l'une des plus boisées et des moins habitées. Parmi les nombreuses parties boisées (principalement des feuillus), on peut citer les Bois de Ham, d’Ombret , de la Haute et de la Basse Marlagne, de Mélard, de Tihange, de Hermalle, de l'Abbaye, de la Vécquée et de Colonster. 
Les bois sont d'ailleurs présents presque sans interruption entre Andenne et Tilff pour le plus grand bonheur des promeneurs et autres sportifs.
Des chevreuils et des sangliers ainsi qu'une importante variété d'oiseaux ont élu domicile dans cette longue zone boisée. On y rencontre aussi le renard, la fouine et l’écureuil. Parmi les oiseaux, ne citons que les moins communs : le pic noir, le pic mar, le cincle plongeur, l’autour des palombes, l’épervier d’Europe et le martin pêcheur.

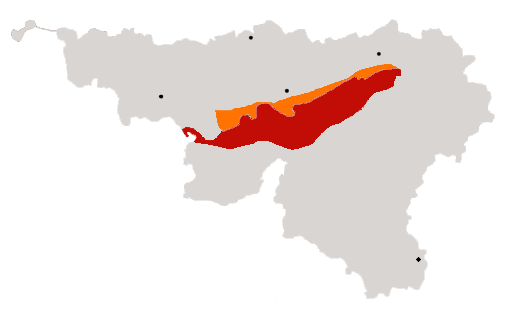
Ardenne condrusienne en orange, Condroz en rouge

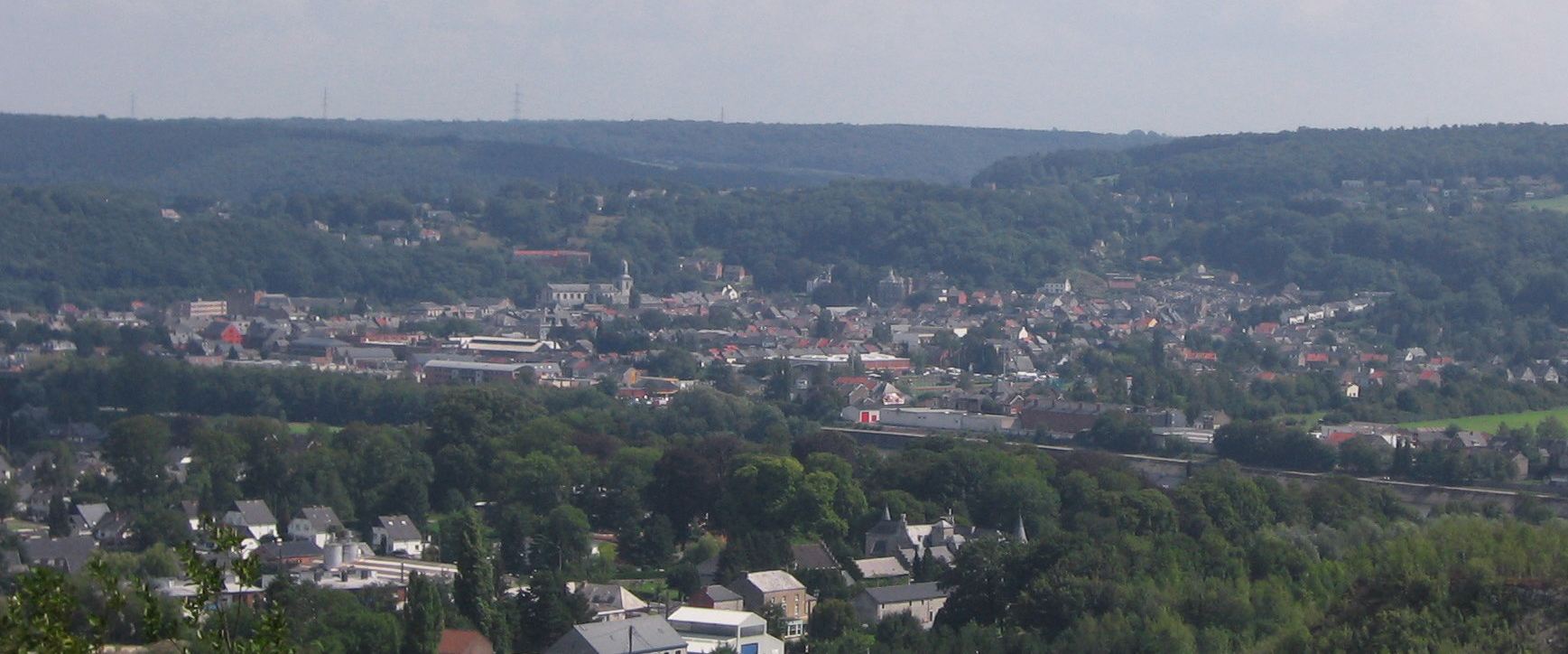
Andenne et les contreforts boisés de l'Ardenne condrusienne en arrière-plan